# 귀수동화
《귀수동화》(태국어: แสงกระสือ)는 2019년 3월 공개된 태국의 로맨스 영화이다. 시띠시리 몽꼴시리 감독이 연출하고 추키앗 사크비라클, 시띠시리 몽꼴시리가 각본을 썼으며, 판티라 피피트야콤, 오압니티 위와타나와랑, 사폴 아사와문콤이 출연한다. 2019년 3월 14일 태국에서 개봉되었다.

## 출연진
주연
- 판티라 피피트야콤 - 사이 역
- 오압니티 위와타나와랑 - 노이 역
- 사폴 아사와문콤 - 저드 역

조연
- 수라삭 웡타이 - 태드 역
- 사시쏜 파니차노크 - 누알 역
- 사하작 본다나킷 - 파엔 / 찰렘 역
- 마카라 수피나차로엔 - 몽크 역
- 다리나 분추 - 팅 역

## 수상 목록
- 2019년 제21회 우디네 극동영화제 초청 태국영화